# Iris Kyle
Iris Floyd Kyle (Benton Harbor, 22 agosto 1974) è una culturista statunitense.
Soprannominata Chocolate Chip oppure Bertha, è considerata la bodybuilder più di successo della storia in virtù dei dieci titoli Ms. Olympia (2004 e 2006-2014, record assoluto sia nella divisione maschile che in quella femminile) e dei sette Ms. International conquistati in carriera. Nel 2013 ha occupato il primo posto nella classifica delle culturiste IFBB.

## Vittorie conseguite e piazzamenti
- 2014 IFBB Ms. Olympia – 1ª classificata
- 2013 IFBB Ms. Olympia – 1ª classificata
- 2013 IFBB Ms. International – 1ª classificata
- 2012 IFBB Ms. Olympia – 1ª classificata
- 2011 IFBB Ms. Olympia – 1ª classificata
- 2011 IFBB Ms. International – 1ª classificata
- 2010 IFBB Ms. Olympia – 1ª classificata
- 2010 IFBB Ms. International – 1ª classificata
- 2009 IFBB Ms. Olympia – 1ª classificata
- 2009 IFBB Ms. International – 1ª classificata
- 2008 IFBB Ms. Olympia – 1ª classificata
- 2008 IFBB Ms. International – 7ª classificata
- 2007 IFBB Ms. Olympia – 1ª classificata
- 2007 IFBB Ms. International – 1ª classificata
- 2006 IFBB Ms. Olympia – 1ª classificata
- 2006 IFBB Ms. International – 1ª classificata
- 2005 IFBB Ms. Olympia – 2ª classificata
- 2004 IFBB Ms. Olympia – 1ª classificata (pesi massimi e classifica generale)
- 2004 IFBB Ms. International – 1ª classificata (pesi massimi e classifica generale)
- 2003 IFBB Ms. Olympia – 2ª classificata (pesi massimi)
- 2002 IFBB GNC Show of Strength – 2ª classificata (pesi massimi)
- 2002 IFBB Ms. Olympia – 2ª classificata (pesi massimi)
- 2002 IFBB Ms. International – 2ª classificata (pesi massimi)
- 2001 IFBB Ms. Olympia – 1ª classificata (pesi massimi)
- 2001 IFBB Ms. International – 2ª classificata (pesi massimi)
- 2000 IFBB Ms. Olympia – 5ª classificata (pesi massimi)
- 2000 IFBB Ms. International – 3ª classificata (pesi massimi, poi squalificata)
- 1999 IFBB Ms. Olympia – 4ª classificata (pesi massimi)
- 1999 IFBB Pro World Championship – 2ª classificata
- 1999 IFBB Ms. International – 15ª classificata
- 1998 NPC USA Championships – 1ª classificata (pesi massimi e classifica generale)
- 1997 NPC Nationals – 4ª classificata (pesi massimi)
- 1997 NPC USA Championships – 3ª classificata (pesi massimi)
- 1996 NPC USA Championships – 2ª classificata
- 1996 NPC California – 1ª classificata (pesi massimi e classifica generale)
- 1996 NPC Orange County Muscle Classic – 1ª classificata (pesi massimi e classifica generale)
- 1994 NPC Ironmaiden Championships – 2ª classificata (pesi medi)
- 1994 NPC Long Beach Muscle Classic – 1ª classificata